# Dzwonek pokrzywolistny
Dzwonek pokrzywolistny (Campanula trachelium L.) – gatunek rośliny z rodziny dzwonkowatych (Campanulaceae). Występuje w Eurazji w strefie klimatu umiarkowanego oraz w Afryce Północnej (Algieria, Maroko, Tunezja). Introdukowany rośnie także w Stanach Zjednoczonych i Kanadzie. W Polsce roślina pospolita zwłaszcza w środkowej i południowej części kraju po niższe położenia górskie. Na północy bywa lokalnie rzadka, np. na Pomorzu Zachodnim.

## Morfologia

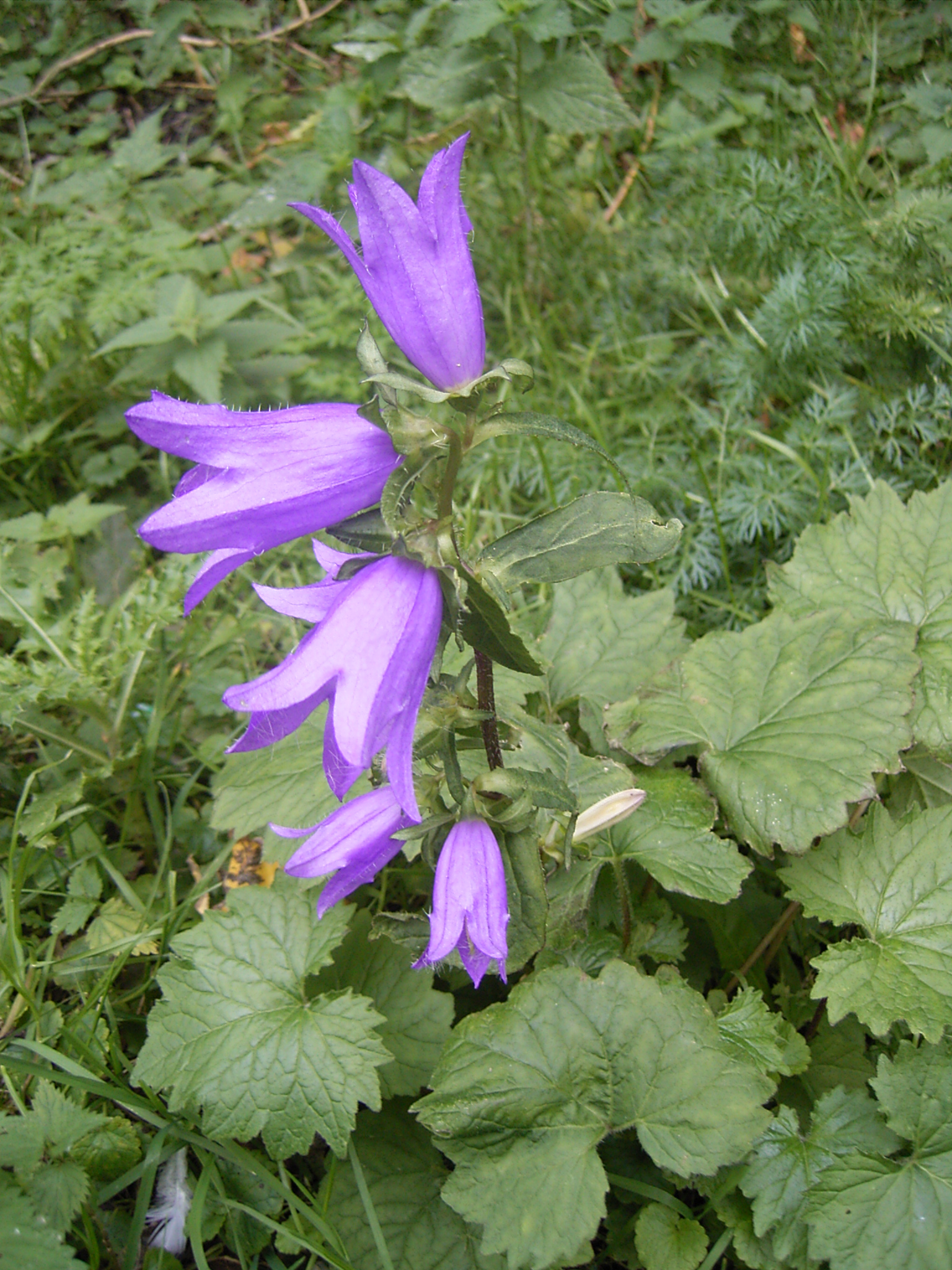
Pokrój

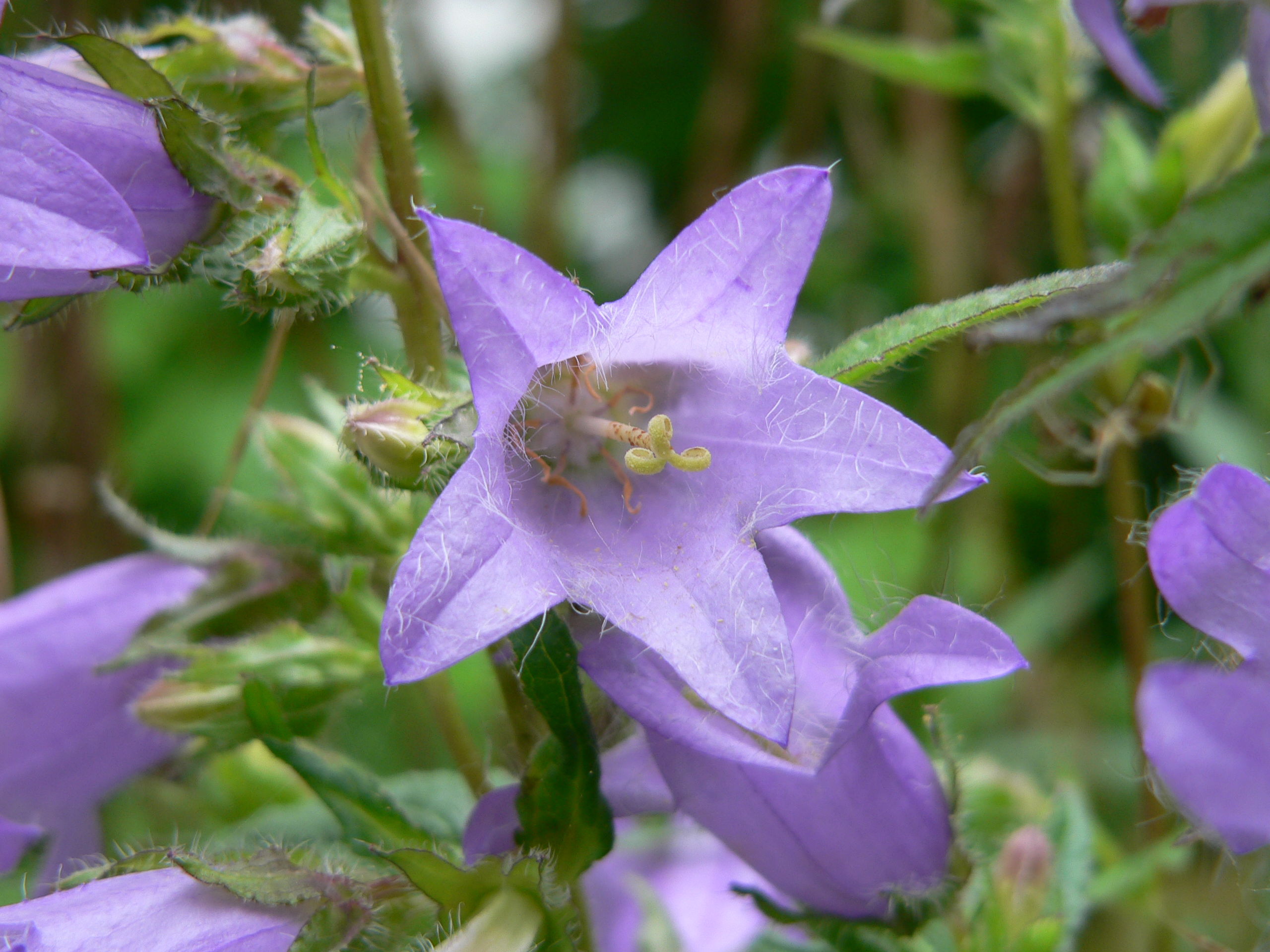
Kwiat

PokrójRoślina zielna ze zgrubiałymi korzeniami z sztywną, prosto wzniesioną łodygą o wysokości 50–100 cm. Łodyga jest ostro kanciasta, z listewkami zbiegającymi wzdłuż kantów, pokryta dość luźnymi, sztywnymi i białawymi włoskami.
LiścieDuże, żywo- lub ciemnozielone, sztywno owłosione, odziomkowe mają blaszkę z głęboką sercowatą nasadą, osadzoną na długich ogonkach. Brzegi blaszki są grubo, podwójnie piłkowane. Łodygowe liście z wysokością są coraz mniejsze i węższe, a ich ogonki coraz krótsze i szersze.
KwiatyPojedyncze lub zebrane po 2–3 w kątach liści, niebieskie lub niebieskofioletowe, czasem (rzadko) białe, długości 3–4 cm o owłosionych ząbkach korony. Szypułki kwiatów mają w nasadzie po dwa przykwiatki. Kwiaty są wzniesione lub odstające (nie zwieszone). Kielich owłosiony, o lancetowatych działkach połączonych w nasadzie rąbkiem.
OwoceZwieszone, półkuliste torebki otwierające się trzema otworkami w pobliżu nasady. Nasiona oskrzydlone.
Gatunek podobnyW podobnych siedliskach rośnie rzadziej spotykany, mający podobnie okazałe kwiaty dzwonek szerokolistny Campanula latifolium. Różni się on miękko owłosioną i tępokanciastą łodygą; liśćmi odziomkowymi z krótkimi i oskrzydlonymi ogonkami, z nasadą zaokrągloną lub klinowatą, działkami kielicha nie połączonymi rąbkiem; usytuowaniem dwóch listków przykwiatowych powyżej nasady szypułki.

## Biologia i ekologia
Bylina, kwitnie od lipca do września. Występuje w lasach liściastych, zaroślach i ich obrzeżach. W klasyfikacji zbiorowisk roślinnych gatunek charakterystyczny dla Cl. Querco-Fagetea.